# Gant de kessa
 (août 2011).
Si vous disposez d'ouvrages ou d'articles de référence ou si vous connaissez des sites web de qualité traitant du thème abordé ici, merci de compléter l'article en donnant les références utiles à sa vérifiabilité et en les liant à la section « Notes et références ».

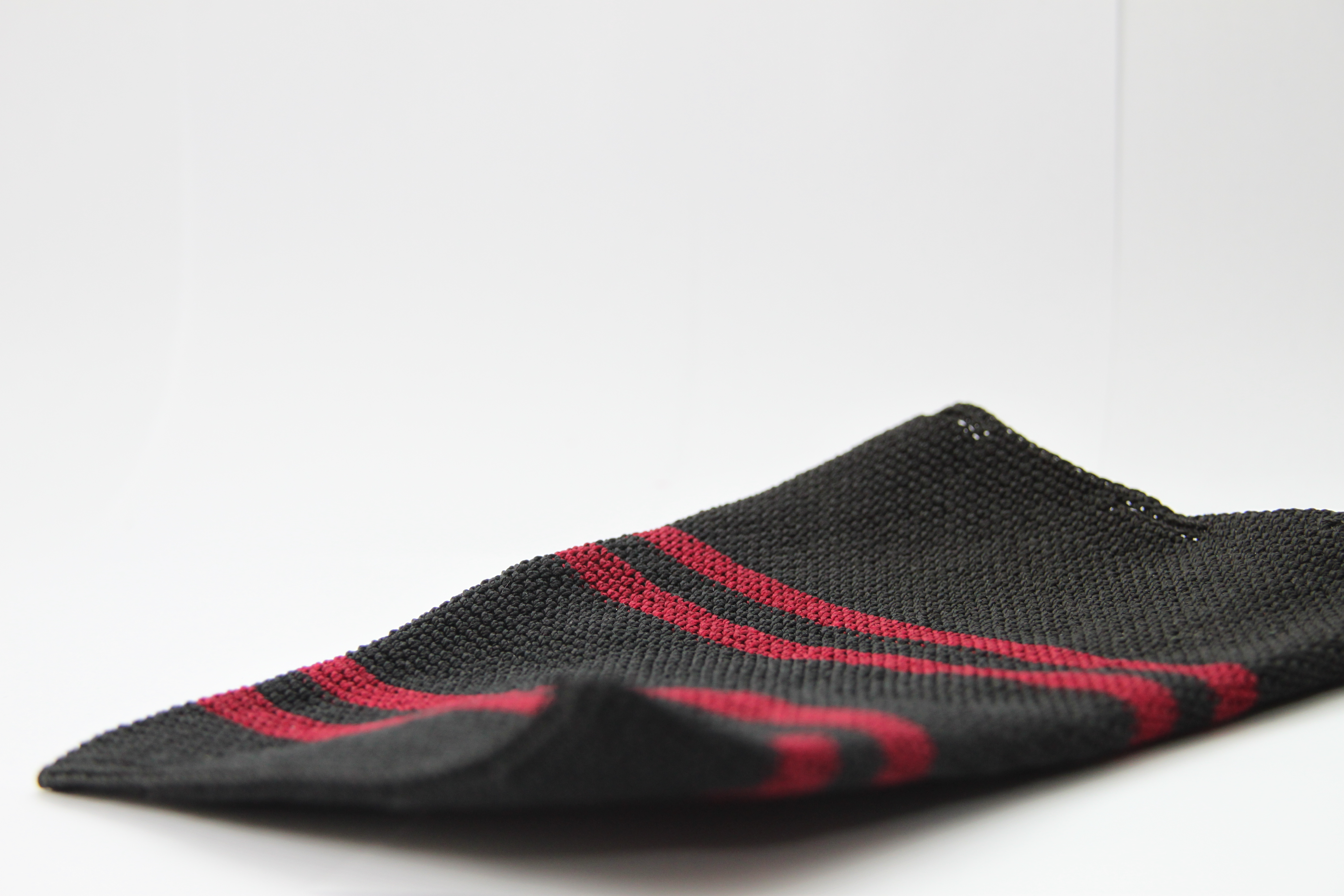
Gant de kessa

Gant de kessa est l'appellation donnée à une sorte de gant de toilette rugueux d’origine marocaine 1 , très utilisé au Maghreb. À l'origine, il était confectionné en poils de chèvre 2 , mais il n'est trouvable maintenant qu'en matière synthétique. Le gant de kessa est utilisé dans les hammams pour le gommage mécanique au savon noir 3 . Les personnes se font généralement faire ce soin par un kassal. Le mot kassal vient de la langue arabe et signifie littéralement « celui qui détend » ou « celui qui permet de se détendre ». En effet, celui-ci propose un genre d'étirement parfois intense pour les personnes qui n'en ont pas l'habitude et seulement après cela, il frotte la peau avec le gant de kessa et le savon noir.

## Étymologie
Le mot « kessa » est originaire du mot arabe kiss qui signifie petit sac[réf. souhaitée]. Kiss en arabe signifie aussi porte monnaie mais le terme a vieilli et a laissé place à d'autres appellations. Le hammam est le lieu par excellence dans lequel le kessa est le plus utilisé. Kassal et kessa n'ont pas d'origine commune dans la langue arabe malgré leurs ressemblances[réf. souhaitée].